# Заншин
Заншин (јапански: 残心) је израз који се користи у јапанским борилачким вештинама. Односи се на стање опрезности - стање опуштене будности. 
У неколико борилачких вештина, заншин се односи на држање тела неком што се уради техника. У кјуду, на пример, подразумева положај тела у ком се остаје након што се одапне стрела. Овај став треба да рефлектује више значење заншина који је ментални аспект који се одржава пре, током и после покрета.

## Заншин у различитим борилачким вештинама
У каратеу, значи остати будан и фокусиран и не укључује обавезно правац у ком се гледа, или чак услов да се управо завршила борба; једноставно значи бити свестан могућности да се буде нападнут у сваком тренутку.
У контексту кенда, заншин је настављено стање менталне будности и физичке спремности да се моментално нападне или одговори на напад противника.